# Stewa

Schemat szkieletu kadłuba z zaznaczonymi elementami konstrukcyjnymi:
1. stewa dziobowa, 2. wzdłużnik burtowy, 3. stępka (kil), 4. kolano poziome, 5. wzdłużnik obłowy, 6. wręg, 7. pawęż, 8. dennik, 9. pokładnik

Stewa – część szkieletu statku lub łodzi. Przedłużenie stępki w kierunku dziobu (stewa dziobowa, dziobnica) albo rufy (stewa rufowa, tylnica).
Stewa rufowa kończy rufową część kadłuba statku, łącząc poszycie burt. W przypadku statków wykonana jest zwykle jako staliwny odlew lub stalowa konstrukcja spawana, zawierająca wyjście okrętowego wału napędowego i zawieszenie steru.